# 厚皮變形
厚皮變形（英語：Thick-skinned deformation）是指造成地殼縮短，並通常涉及基底岩層和深部斷層的構造變形。最常見的是在大陸碰撞區的造山運動地帶。地殼不但水平向縮短並垂直向加厚。變形以褶皺和逆衝斷層爲主。但在高溫下地殼流（英語：crustal flow）亦能發生。